# Rockwall
Rockwall es una ciudad ubicada en el condado de Rockwall en el estado estadounidense de Texas. En el Censo de 2010 tenía una población de 37490 habitantes y una densidad poblacional de 513,01 personas por km². Se encuentra ubicada en el curso alto del río Trinity.

## Geografía

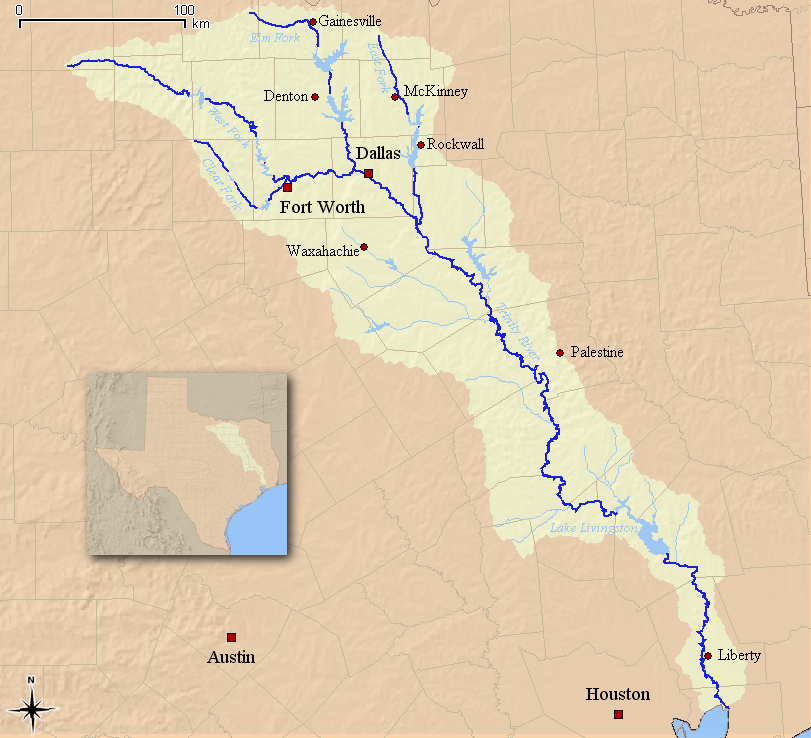
Ubicación de Rockwall en la cuenca del río Trinity

Rockwall se encuentra ubicada en las coordenadas 32°55′9″N 96°26′17″O / 32.91917, -96.43806. Según la Oficina del Censo de los Estados Unidos, Rockwall tiene una superficie total de 73.08 km², de la cual 71.68 km² corresponden a tierra firme y (1.91%) 1.4 km² es agua.

## Demografía
Según el censo de 2010, había 37490 personas residiendo en Rockwall. La densidad de población era de 513,01 hab./km². De los 37490 habitantes, Rockwall estaba compuesto por el 82.45% blancos, el 5.91% eran afroamericanos, el 0.59% eran amerindios, el 3.03% eran asiáticos, el 0.07% eran isleños del Pacífico, el 5.72% eran de otras razas y el 2.24% pertenecían a dos o más razas. Del total de la población el 16.58% eran hispanos o latinos de cualquier raza.